# Fișcălia, Vâlcea
Fișcălia este un sat în comuna Ionești din județul Vâlcea, Oltenia, România. În est este mărginit de râul Olt, iar în vest de Dealurile Subcarpatice. Se situează într-o regiune de câmpie, cu mici pasaje deluroase. Ocupația de bază a localnicilor este viticultura, precum și numeroase culturi ale câmpului: porumb, cereale și creșterea animalelor.